# Способний Іван Васильович
Іван Васильович Способний (1864 — ?, після 1917) — катеринославський міський голова в 1909—1917 роках, депутат I Державної думи від Катеринослава.

## Біографія
Походив із дворян.
Закінчив юридичний факультет Санкт-Петербурзького університету зі ступенем кандидата прав. Після закінчення університету якийсь час займався сільським господарством.
У 1890 почав службу в Міністерстві юстиції, був міським суддею в Олександрівському повіті Катеринославської губернії, потім товаришем прокурора в Катеринославському окружному суді. Пізніше складався присяжним повіреним. Після проголошення Жовтневого маніфесту 1905 року став одним із лідерів «Союзу 17 жовтня» в Катеринославі, також був головою новогеоргіївського відділу партії.
17 квітня 1906 року обраний до Державної Думи I скликання від міста Катеринослава. Входив до групи «поміркованих». Брав участь в обговоренні питань про відповідний адрес, аграрне питання, про доповідь 4-го відділу про перевірку виборів членів Державної думи від Тамбовської губернії, про Білостоцький погром. Противник скасування смертної кари та свободи страйків.
У 1909 був обраний катеринославським міським головою, на якій посаді залишався до 1917 року. Крім того, був товаришем голови Катеринославського відділу «Союзу 17 жовтня», почесним мировим суддею міста Катеринослава та Катеринославського повіту, а також старостою катеринославського гімнастичного товариства «Сокіл».

| Це сталося 13 (26) червня 1914 року. На бульварі Катерининського проспекту, між будинками гірничого інституту та музею імені О. М. Поля, відбувалося освячення пам'ятника імператриці Катерині II. На торжестві були присутні катеринославський губернатор В. А. Колобов, члени губернського правління, діячі земства, міської думи. Проте чомусь не було серед учасників цієї важливої події міського голови І. В. Способного. До кінця молебню міський кур'єр повідомив, що поліція його не допустила. Про це доповіли поліцеймейстерові Метленку. Він негайно ж на автомобілі відправився до міського голови і. вибачившись за те. то сталося, разом із ним повертися до пам'ятника. Що ж трапилось? Як з'ясувалося, за кілька кварталів до пам'ятника екіпаж І. В. Способного був зупинений городовим, який заявив, що далі пропустити екіпаж не може. Іван Васильович назвав себе і зажадав запросити поліцейського наглядача. Той підтвердив, що є наказ жодного екіпажу до місця події не пропускати, і запропонував далі пройти пішки. Вислухавши таке пояснення, міський голова зволів повернутися назад. Як бачимо, людиною він був з характером... При ньому частіше проходили засідання міської думи, вирішувалося багато важливих питань міського господарства, зокрема будівництва нових ліній трамвая, улаштування каналізації (на той час із більш як 1000 міст Росії її мали лише 38), мостіння вулиць. Для вирішення питань фінансування цих робіт міський голова неодноразово їздив до Петербурга, а 3 березня 1912 року мав зустріч з імператором Миколою ІІ щодо позики на суму 2 млн. 600 тис. руб. для перетворення Вищого гірничого училища в Інститут та будівництва каналізації. При ньому були вперше організовані спільні вечори й бали гласних думи і службовців управи. Красномовний від народження, Іван Васильович любив виступати перед службовцями і гласними. Так. у переддень нового 1911 року, він виступив з великою промовою... За взірець він завжди ставив директорів міського трамвая Гайдера і водопроводу Леві, вважаючи їх людьми, які блискуче знають свою справу і люблять свою службу. З його ініціативи Василь Петрович Леві був нагороджений орденом Станіслава ІІІ ступеня і премійований 1 000 рублями. Іван Васильович був завзятим прихильником господарського способу провадження міських робіт, вивчав і враховував кращі світові досягнення в питаннях міського благоустрою, до їх вирішення залучав видатних інженерів, вчених, фахівців. У недільні дні його можна було побачити разом із гласними па станції міського водопроводу в Кайдаках, де вони спостерігали роботу нових англійських фільтрів, або на вулицях міста, де мостилися тротуари і проїжджа частина, — тут працювали доставлені в місто спеціальні машини для трамбування й упорскування розчинів у шви бруківки. Подібний спосіб мостіння практикувався тоді лише в Америці, і частково в Європі. Виявив себе І. В. Способный і як великий прихильник гласності. При управі був створений друкований орган — “Известия Екатеринославского городского общественного управлення”, редактором якого він був. “Ізвєстія” розповідали про всі міські справи, про досягнення міського господарства в Росії і за кордоном. Крім усього, за посередництвом місцевих газет організовувалася полеміка щодо міських питань: цілі шпальти присвячувалися кращим способам освітлення й мостіння вулиць, прокладання нових маршрутів трамвая тощо. Тут же можна було прочитати стенограми засідань міської думи, рішення управи. |
| |

Доля після 1917 року невідома.